# Edson Cordeiro

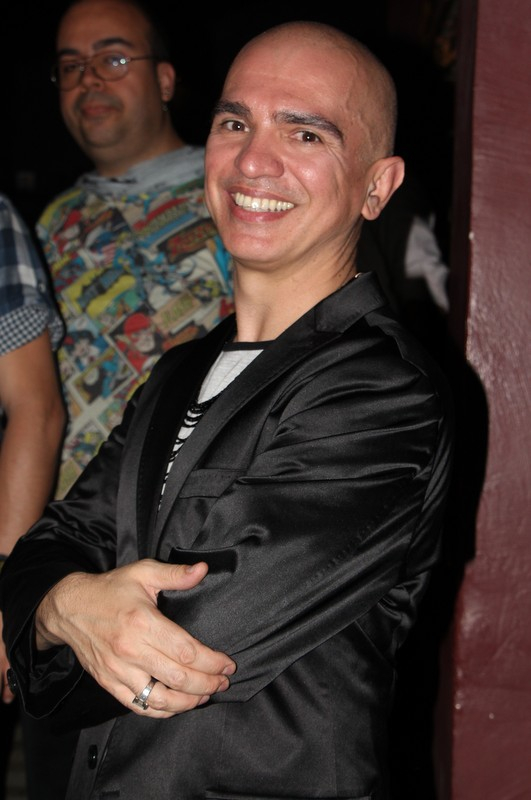

Edson Cordeiro (Santo André (São Paulo), 9 februari 1967) is een Braziliaanse zanger (contratenor). Edson Cordeiro begon met zingen op zesjarige leeftijd in een kerkkoor.
1995 was voor Edson Cordeiro het jaar dat zijn eerste Europese tournee plaatsvond. Met veel succes zingt hij zowel rock, pop, opera en Braziliaanse volksmuziek als 70's discohits en middeleeuwse psalmen en mixt die diverse stijlen ook met elkaar.
Hierdoor ontstond bijvoorbeeld een mix van de aria "Die Hölle Rache " van de Koningin der Nacht, uit De Toverfluit van Mozart, met "(I Can't Get No) Satisfaction", van The Rolling Stones.
Edson Cordeiro heeft covers gezongen van de meest uiteenlopende artiesten zoals Prince, Édith Piaf, Grace Jones, Nina Hagen, Janis Joplin en Yma Súmac. Cordeiro bezit een stem met een bereik van 4 octaven, vergelijkbaar met een Yma Sumac. Hoewel in 1996 uitgeroepen tot beste popvocalist in zijn geboorteland Brazilië, is succes in Europa, afgezien van Duitsland, nog uitgebleven.
- Gemeinsame Normdatei: 134847709
- International Standard Name Identifier: 0000 0000 5746 6486
- MusicBrainz: f31fe0c9-1fec-4b70-8c46-77dc3da0f802
- Virtual International Authority File: 79814265